# Аноргазмия
Анорга́зми́я — сексуальная дисфункция, при которой человек не может достичь оргазма, несмотря на «нормальную» стимуляцию. Чаще встречается у женщин.

## Описание
Аноргазмия (заметная задержка оргазма) в Международной классификации болезней 10-го пересмотра (МКБ-10) носит название «оргазмическая дисфункция» (код в классификаторе — F52.3).
Данное состояние прежде всего классифицируется как психическое расстройство, однако оно может быть вызвано и физиологическими проблемами (диабетическая нейропатия, рассеянный склероз, болезнь Паркинсона и др.) или употреблением наркотиков.
В середине XX века на основе исследований, показавших, что во время оргазма человек теряет ощущение границ собственного тела, психолог С. Кейзер (англ. Sylvan Keiser) предположил, что аноргазмия у невротиков, тревожащихся о собственном теле (тучные или анорексичные люди), основана на механизме психологической защиты от потери привычного для них искажённого образа своего тела.